# Termocentrala Doicești
Termocentrala Doicești era o termocentrală din România, situată în localitatea Doicești, Dâmbovița. A fost proiectată de arh. Aurel Doicescu și ing. Costin Moțoiu și a fost pusă în funcțiune în anul 1953. La Doicești și-au făcut mâna cei care au construit sistemul energetic național. Toți au ajuns profesori universitari și au pregătit multe generații de energeticieni valoroși. Începând anul 2020, construcțiile termocentralei au fost demolate prin implozie. Locația termocentralei va fi folosită de Nuclearelectrica pentru construcția unor mini-reactori nucleari.
Termocentrala Doicești era una dintre cele mai performante termocentrale din România care utiliza cărbune inferior, lignit, provenit de la exploatările miniere din bazinul Muntenia, respectiv: Șotânga, Filipești, Ceptura, Câmpulung. Ca suport de ardere, se foloseau  păcură și gaz. Energia electrică produsă la Doicești era livrată în sistemul național prin două linii de 220 KV. Termocentrala a fost dezvoltată etapizat, inițial fiind puse în funcțiune 6 grupuri de 20 MW fiecare. Ulterior au fost instalate două grupuri de 200 MW iar cele de 20 MW au fost scoase din funcțiune. La momentul sistării activității, doar unul din cele două grupuri de 200 MW se mai afla în stare operabilă, fiind pus în funcțiune în anul 1979. Cazanul era fabricat în Slovacia de uzina TLMACE iar turbina și generatorul erau fabricate în Cehia la uzinele Skoda. 
Termocentrala ocupa o suprafață de 40 de hectare, avea o capacitate de stocare de 450.000 tone cărbune și 7000 tone păcură și era conectată la Sistemul Energetic Național prin stația Târgoviște de 220 kV, situată la 10 km distanță de termocentrală.
Activitatea a fost oprită în anul 2009 din cauza costurilor ridicate de operare și a problemelor de mediu. La acea dată, termocentrala avea o capacitate electrică de 200 MW. Cu toate acestea, în anul 2014 termocentrala, deținută până atunci de compania Termoelectrica, a fost vândută prin licitație companiei European Energy Communications, deținută de compania European Communications SRO înregistrată în Cehia. Valoarea tranzacției a fost de 60,8 milioane lei (17 milioane de euro). La acea dată termocentrala se afla deja în procedură de dizolvare și lichidare voluntară, procedură declanșată în anul 2013. Au existat mai multe intenții de repunere în funcțiune a complexului energetic, atât prin aporturi financiare guvernamentale cât și prin implicarea capitalului străin.